# Ủy ban Kiểm toán Trung ương Đảng Lao động Triều Tiên
Ủy ban Kiểm toán Trung ương Đảng Lao động Triều Tiên (tiếng Hàn: 조선로동당중앙검사위원회) là cơ quan kiểm soát cao nhất trong đảng giữa các kỳ đại hội đảng. Cơ quan này đã tồn tại từ Đại hội Đảng lần thứ II năm 1948.
Ủy ban Kiểm toán Trung ương cho đến Đại hội Đảng Lao động Triều Tiên lần thứ VIII do các đại biểu của đại hội đảng bầu ra nhưng việc thay đổi quy tắc vào năm 2021 đã chuyển quyền bầu cử cho Ủy ban Trung ương Đảng Lao động Triều Tiên. Đại hội Đảng Lao động Triều Tiên lần thứ VIII đã bãi bỏ Ủy ban Kiểm soát Trung ương vào ngày 10 tháng 1 năm 2021 và chuyển giao nhiệm vụ và quyền hạn cho Ủy ban Kiểm toán Trung ương.

## Chủ tịch
- Ri Chu-yon (리주연) (1948–1956)
- Choe Won-taek (최원택) (1956–1961)
- Kim Ryo-jung (김려중) (1961–1966)
- Ri Pong-su (리봉수) (Một thời gian ngắn vào năm 1966)
- Kim Se-hwal (김세활) (1966–1980)
- Ri Rak-bin (리락빈) (1980–1997)
- Kim Chang-su (김창수) (28 tháng 9 năm 2010 – tháng 4 năm 2014)
- Ri Sung Ho (리승호) (Tháng 4 năm 2014 – Tháng 8 năm 2014)
- Choe Sung-ho (최승호) (có lẽ là sau tháng 10 năm 2014 – 10 tháng 1 năm 2021)
- Jong Sang-hak (정상학) (10 tháng 1 năm 2021 – tháng 6 năm 2022)
- Kim Jae-ryong (김재룡) (từ tháng 6 năm 2022 trở đi)